# Hoofddeksel

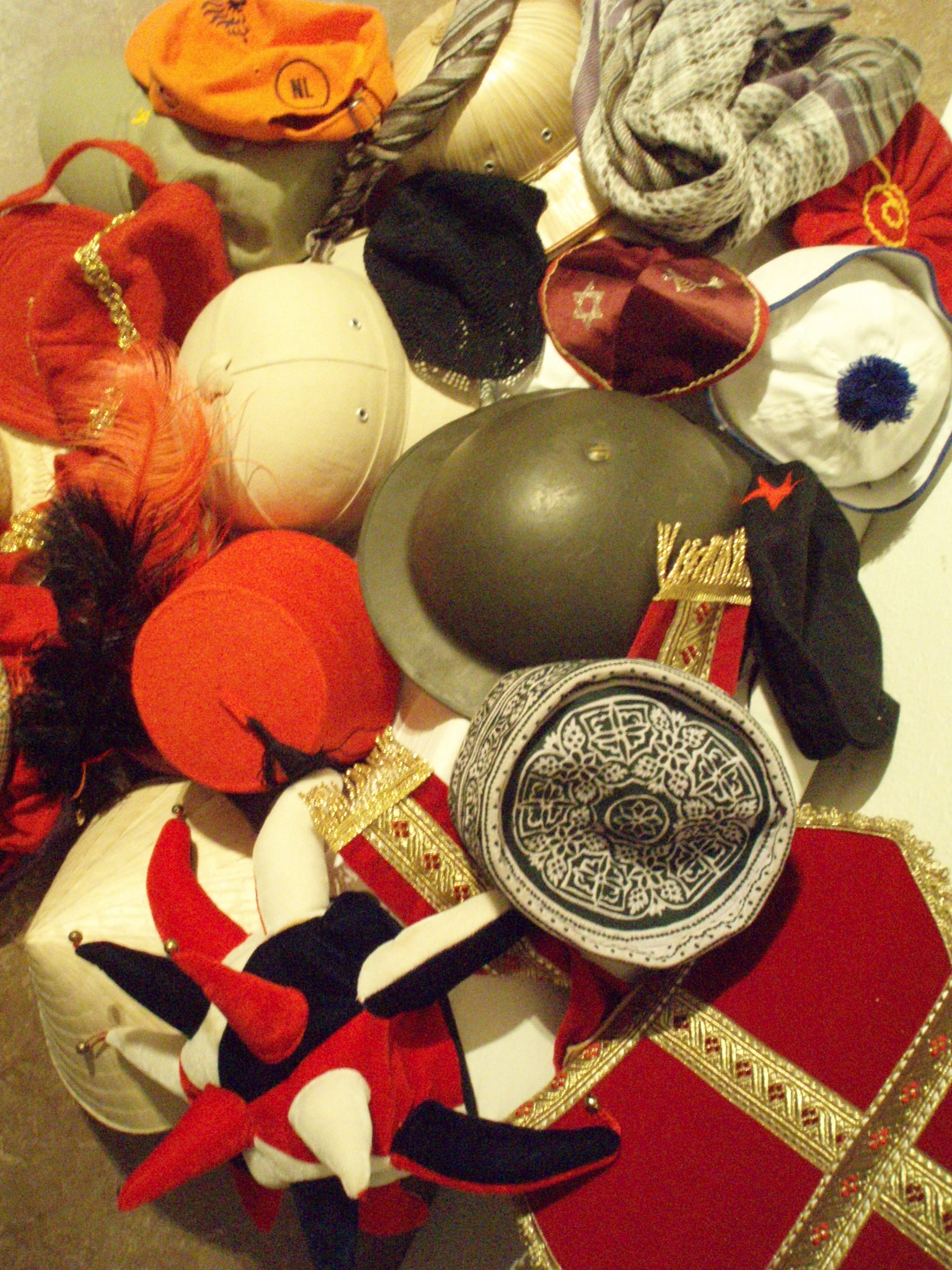
Verschillende hoofddeksels

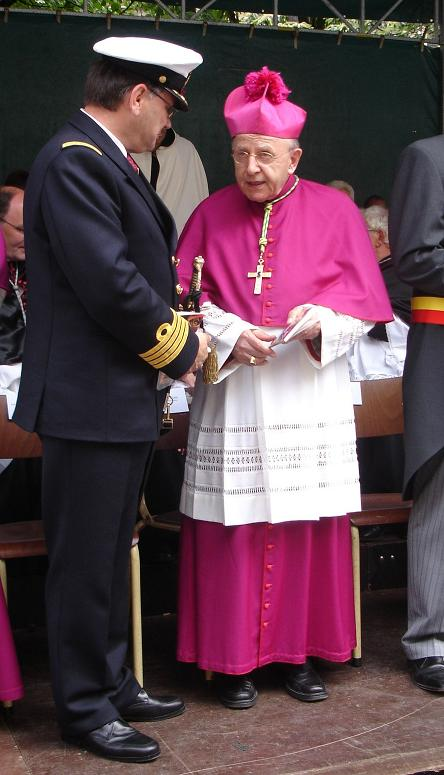
Kerkelijke baret

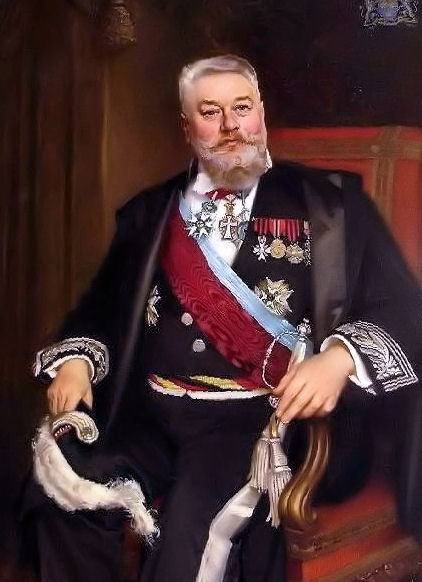
Steek van een burgemeester

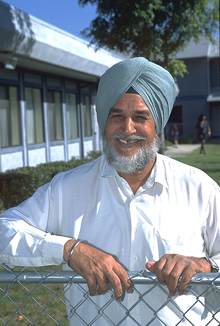
Een tulband

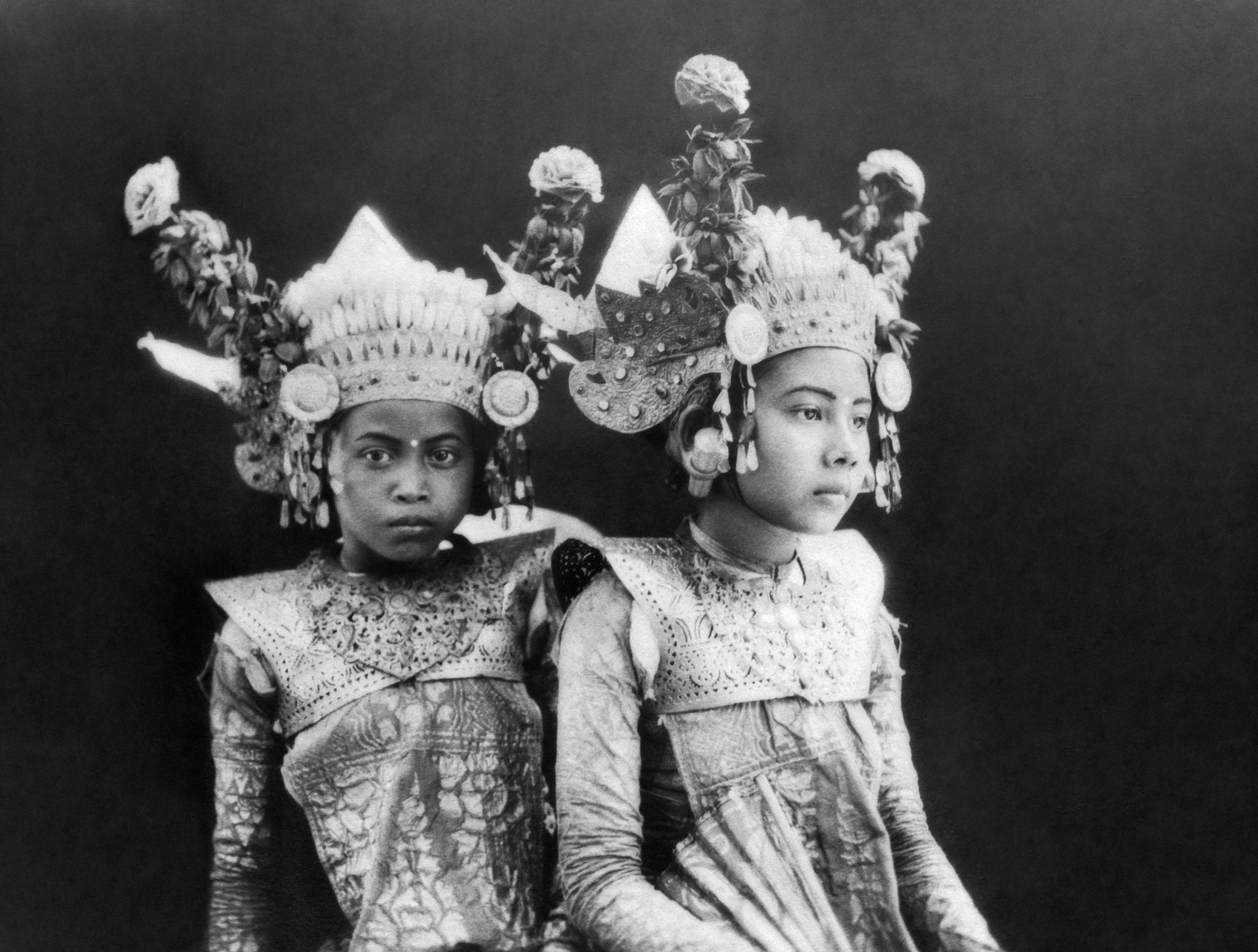
Portet van twee jonge Balinese danseressen met traditionele hoofddeksels

Een hoofddeksel is een kledingstuk dat op het hoofd wordt gedragen.

## Veelvoorkomende hoofddeksels

### Algemeen
- hoed - in allerlei vormen voorkomend hoofddeksel, tegenwoordig vooral ter versiering gedragen, of om een bepaalde stand aan te duiden
- baret - van slappe stof, bijvoorbeeld vilt gemaakte hoed, gedragen door vrouwen en mannen; kent verschillende varianten gangbaar; meer rechthoekige vormen in kerkelijk en universitaire kringen, ronde bij de scouting en in het leger; een kleine ronde variant heet alpinopet
- pet - vorzien van klep; vroeger vooral door arbeiders gedragen hoofddeksel, tegenwoordig vooral door jongeren, ook door bepaalde beroepen, zoals bij een politiepet.
- muts - hoofddeksel tegen de kou gedragen, meestal gebreid van wol of acrylvezel, dan wel van bont vervaardigd
- kap - vaak gedragen door vrouwen als onderdeel van lokale klederdracht
- capuchon - muts die onderdeel is van een jas of ander kledingstuk
- sjaal - zijden of kunststof doek die om het hoofd wordt gewikkeld
- hoofddoek - om het hoofd gedragen doek
- keffiyeh - traditioneel hoofddeksel voornamelijk door mannen in Arabische landen en landen met een droog klimaat gedragen om hen te beschermen tegen kou, zon, stof en zand

### Voor huiselijk gebruik
- slaapmuts - uit de tijd geraakte, lange gebreide muts, die 's nachts tegen de kou werd gedragen en om de hals kon worden gewikkeld
- haarnet - van dunne draden gemaakt hoofddeksel, meestal ter bescherming van het haar of om het haar in model te houden. Een haarnet kan vrijwel onzichtbaar zijn en wordt dan ook in het openbaar gedragen.

### Door hoogwaardigheidsbekleders gedragen hoofddeksels
- kroon - hoofddeksel met veel juwelen, goud of zilver, gedragen door koningen en keizers
- tiara - kroon, gedragen door de paus
- mijter - gedragen door bisschoppen
- biretta, in het Nederlands meestal bonnet - gedragen door pastoors
- diadeem - laag soort kroon, door vrouwen tijdens feesten gedragen, veelal voorzien van juwelen
- toque - onder andere gebruikt door Franse overheidsdienaren

### Hoofddeksels om het haar, of het gebrek eraan, te verbergen
- pruik - van haar, nylon, of andere vezel gemaakt hoofddeksel, bedoeld om het uiterlijk te verfraaien
- toupet - een klein pruikje, door mannen gedragen om kaalheid te verbergen

### Hoofddeksels die beroepsmatig worden gedragen
- koksmuts - door een kok gedragen hoge gesteven katoenen muts, bedoeld om te voorkomen dat er haren in het voedsel terechtkomen
- helm - stevig hoofddeksel ter voorkoming van hoofdletsel door een val of een vallend voorwerp, veelal gebruikt in de bouw, maar ook door fietsers en motorrijders of gebruikt als bescherming tijdens gevechtssituaties. Een duikpak en een ruimtepak hebben een helm die hermetisch op het pak is aangesloten.

### Hoofddeksels en religie
- Hoofdbedekking in de christelijke erediensten komt bij vooral conservatieve groepen voor. Een christelijke man komt nimmer met een hoofddeksel in een kerk en hij ontbloot het hoofd ook bij plechtigheden, zoals tijdens het gebed of een begrafenis. Dit berust op 1 Korinthe 11:4-16.
- Een christelijke vrouw draagt, op grond van dezelfde Bijbeltekst, in de kerk wel een hoofddeksel, of een sjaal over het hoofd. Hier wordt echter tegenwoordig lang niet overal de hand aan gehouden. Deze regels gelden niet voor hoofddeksels die niet als zodanig kenbaar zijn, zoals pruiken en haarnetjes.
- Bisschoppen dragen een mijter.
- In het jodendom dragen mannen een keppeltje of een andere vorm van een hoed. Dit geldt ook in de synagoge.
- Orthodox joodse getrouwde vrouwen bedekken hun haar, vaak met een pruik, een sjeitel.
- Islamitische vrouwen bedekken hun haar veelal met een sjaal.

### Hoofddeksels afkomstig uit Amerika, Azië of Afrika

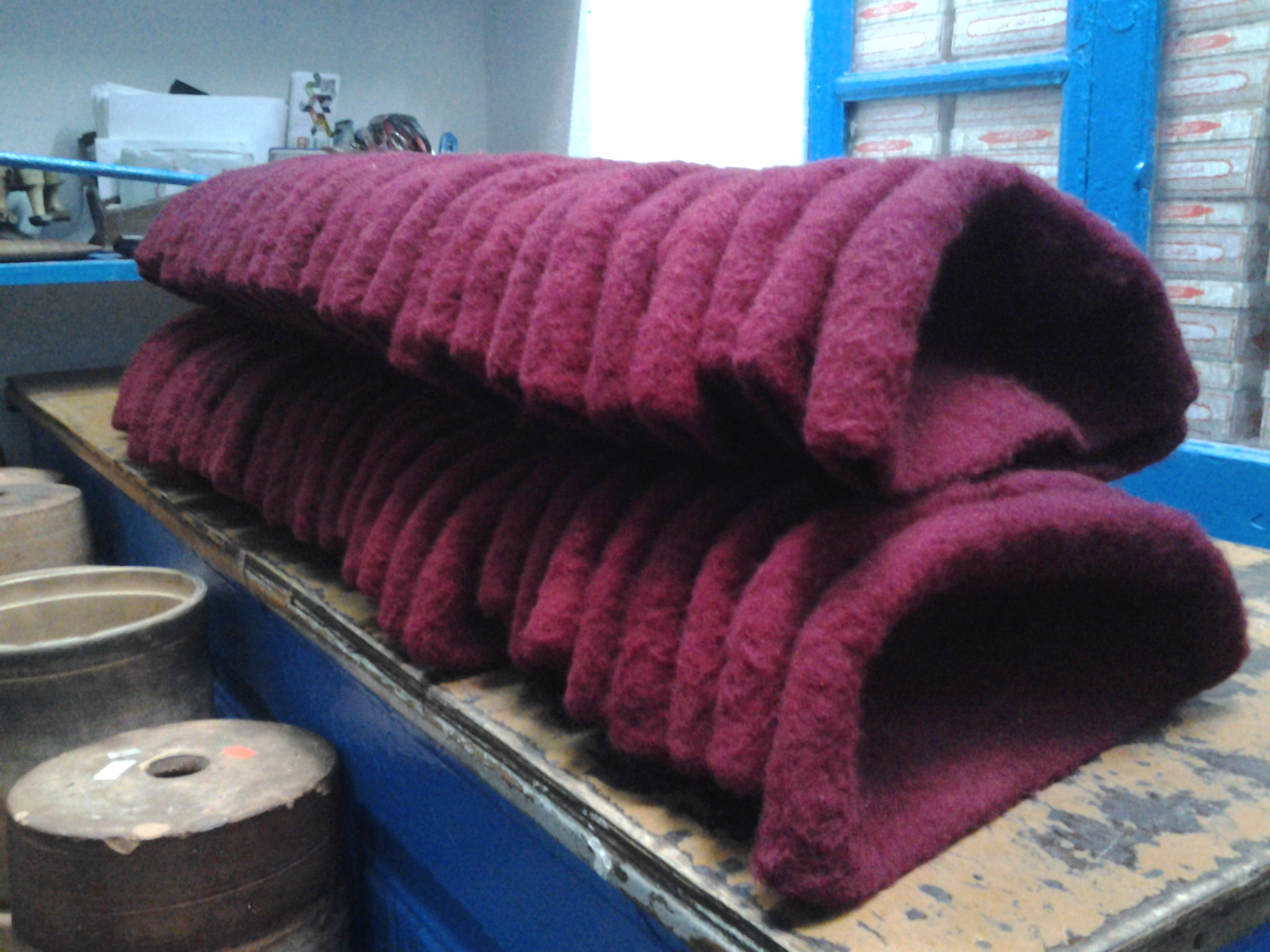
De chechia is van oorsprong een wollen muts die in vermiljoenrood gekleurd wordt.

- De chechia is van oorsprong een wollen muts die in vermiljoenrood gekleurd wordt.Chechia (Arabisch: شاشية) is een mannelijk hoofddeksel dat door veel moslimvolken wordt gedragen. Zij is het nationale hoofddeksel van Tunesië.
- fez - min of meer cilindrisch hoedje, zonder rand en met platte bovenkant
- sombrero - hoed met een zeer brede rand, ter bescherming tegen de zon
- tubeteika - traditioneel Centraal-Aziatisch hoofddeksel
- tulband - opgerolde sjaal, door mannen gedragen

### Hoofddeksels uit de oudheid
- Frygische muts
- Petasos

## Etiquette
Met het gebruik van hoofddeksels zijn omgangsvormen verbonden. Zo was het in Nederland lange tijd normaal dat men niet zonder hoofddeksel het huis verliet en dat binnenshuis het hoofddeksel werd afgenomen. Ook werd en wordt in veel westerse landen het hoofddeksel afgenomen bij wijze van groet of respect, bijvoorbeeld als eerbetoon bij het passeren van een uitvaart. Religies hebben elk hun eigen regel die heren gebiedt wel of niet een hoed te dragen in gebedshuizen. Voor vrouwen gelden deze regels niet of anders.

## Wetenswaardigheden
- Ondernemer Dieter Philippi uit Saarbrücken verzamelde een imposante hoeveelheid hoofddeksels, die naar hem de Philippicollectie wordt genoemd.